# Захаріаш Новачович
Захаріаш Новачович (пол. Zachariasz Nowachowicz нар. 5 червня 1883 — пом. 25 березня 1960, Хшанув, Малопольське воєводство, Польща) — юрист, голова караїмської громади Галича.

## Життєпис
Походив із заможної родини з Кукезіва під Львовом. Учасник польського руху за незалежність, він брав участь у Першій світовій війні. У 1917 році здобув ступінь доктора юридичних наук у Львівському університеті. Став адвокатом, оселився в Галичі, де очолював місцеву караїмську громаду. Брав участь у роботі над Законом про Караїмський релігійний союз у Республіці Польща з 1936 року. Після завершення Другої світової війни оселився в Хшануві. Оскільки не отримав дозвіл займатися адвокатською роботою, то працював нотаріусом. Став членом Караїмської духовної ради, затвердженої Міністерством державного управління в 1948 році.
Був одружений із Сабіною Самуелович (1885 — 1960), вчителькою, активісткою Жіночого караїмського гуртка в Галичі. Помер незабаром після її смерті; останки, ексгумовані в жовтні 1960 року з кладовища в Хшанове, були перенесені на караїмське кладовище у Варшаві.